# El Coyote
El Coyote és un personatge de ficció creat pel novel·lista espanyol Josep Mallorquí i Figuerola en 1943, basant-se en el personatge de Johnston McCulley El Zorro. És el personatge de novel·la popular (pulp en la seva homòlogues en anglès) més popular d'Espanya, donant lloc a més al còmic homònim i adaptacions cinematogràfiques i radiofòniques.

## Trajectòria editorial
Amb l'Editorial Molino, Mallorquí va començar escrivint una única novel·la titulada «El Coiot» que es va publicar en 1943 com a part de la col·lecció de novel·les de l'oest, sota el pseudònim de Carter Mulford. Encara que li va satisfer la novel·la una vegada acabada, va creure que podia desenvolupar-se amb major amplitud, i va concebre una saga de novel·les que l'editorial original no va voler publicar. Així, va passar a col·laborar amb l'Editorial Clíper.
L'editorial Clíper va començar publicant «La volta del Coiot» al setembre de 1944, a la qual van seguir gairebé dos-cents títols més. El portadista i il·lustrador, Francisco Batet, va arribar a dibuixar una sèrie d'historietes amb guions del propi Mallorquí per la revista El Coyote. La sèrie de novel·les va finalitzar en 1953, després d'intentar rellançar-se amb el nom de «Nou Coyote».
Posteriorment, s'han succeït les reedicions:
- Ediciones Cid (1961-1964), amb portades de Jano.
- Editorial Bruguera (1968-1971), amb portades d'Antonio Bernal.
- Favencia (1973-1977), amb portades de Jano.
- Edicions Forum (1983-1984), amb portades de Salvador Fabá.
- Planeta DeAgostini (2003-2004), amb portades de Tony Fejzula i R.M. Gera.

## Argument
Don César de Echagüe, fill homònim d'un ric hisendat californià, torna a les seves terres en 1851, amb prou feines incorporada Califòrnia als Estats Units. La novel·la retrata una Califòrnia habitada per una pròspera societat hispana, però recentment conquistada pels invasors ianquis, que tracten d'apoderar-se per tots els mitjans de les mines d'or que els californians els oculten. César és menyspreat per tots a Califòrnia, per covard i efeminat, incloent Don César, el seu pare, i Leonor d'Acevedo, la seva promesa, sense que sàpiguen que porta una doble vida com El Coyote, un justicier emmascarat que lluita pels drets dels hispans.
S'enfronta llavors a la tirania del conqueridor de Califòrnia, el general Clarke qui, aprofitant la dificultat per a la majoria dels californians de demostrar la propietat de les seves terres en estar els títols de propietat a Espanya o Mèxic, s'està apropiant sistemàticament de les millors terres, utilitzant fins i tot tàctiques mafioses, i sent les propietats dels Echagüe i els Acevedo (les majors del país) el seu proper objectiu. Aviat troba un aliat en el promès de la seva germana i delegat a Califòrnia del govern nord-americà, Edmonds Greene, qui a diferència de la majoria dels seus compatriotes, coneix i aprecia la cultura hispana. Després de destapar El Coyote els crims de Clarke, aquest es veu obligat a exiliar-se. Aprofitant la mort fent-se passar pel Coyote d'un dels sequaços de Clarke, César deixa que el públic doni per mort al Coyote, retirant-se de la seva carrera d'heroi emmascarat. Per llavors, ja havien descobert la seva identitat secreta el seu criat Julián, Greene i Leonor. Aquesta última, que havia arribat a trencar el seu compromís per l'estultícia del seu promès, accedeix finalment a casar-se amb ell en descobrir que és el seu heroi.
La disfressa del Coyote consisteix en una màscara que li cobreix la meitat superior de la cara, un bigoti, roba negra a l'estil mexicà, amb un barret cònic amb ala, i dues pistoleres amb revòlvers a l'estilo ianqui, que són la seva principals armes. Quan s'enfronta als vilans de les seves històries, sempre els marca pegant-los un tret en el lòbul d'una orella, la qual cosa és coneguda com la "marca del Coyote". A més de ser un pistoler molt ràpid i amb excel·lent punteria, és un expert genet; però la seva principal arma és la intel·ligència amb la que manipula als seus oponents fins al punt que hagin d'exiliar-se o acabin matant-se entre ells.
En "La vuelta del Coyote" es narra com, uns pocs anys després, després de la mort del pare de César i les seves noces amb Leonor, noves injustícies fan que reprengui la seva carrera com El Coyote.

## Personatges
Al llarg de les gairebé dues-centes novel·les de la sèrie, Mallorquí va crear i va desenvolupar un gran nombre de personatges que sovint protagonitzaven miniseries més o menys llargues dins de l'esquema general de l'obra.
- Don César: És el pare de César de Echagüe/El Coyote. Ignora la doble vida del seu fill, a qui menysprea per efeminat, mentre que admira l'enfrontament del Coyote amb els ianquis.
- Leonor de Acevedo: primera esposa de César de Echagüe/El Coyote. Com el seu sogre, menysprea les maneres del seu marit, fins que descobreix que aquest és, en realitat, El Coyote. Mor en donar a llum al seu primogènit.
- Guadalupe Martínez: filla del majordom dels Echagüe i segona esposa de César de Echagüe/El Coyote.
- César de Echagüe y Acevedo: fill de César i Leonor. Cobra protagonisme a mesura que avança la sèrie, arribant ell també a admetre una altra personalitat: El Cuervo.
- Beatriz de Echagüe: germana de César/El Coyote i promesa de Edmonds Greene, un dels amics de César.
- Edmonds Greene: un dels representants dels Estats Units a Califòrnia, íntim amic de César que en una ocasió descobreix que és el venjador emmascarat, El Coyote.
- General Clarke: un malvat membre de l'exèrcit nord-americà interessat a adquirir el ranxo San Antonio perquè hi ha mines d'or als seus voltants.

## Novel·les

### Col·lecció El Coyote
La col·lecció El Coyote d'Ediciones Clíper és continuació de la primera novel·la, "El Coyote", que apareix com a Extra d'aquesta.
1. La vuelta del Coyote (1944)
2. Huracán sobre Monterrey (1944)
3. El valle de la muerte (1944)
4. La sombra del Coyote (1944)
5. El Coyote acorralado (1945)
6. El otro Coyote (1945)
7. Victoria secreta (1945)
8. Sierra de oro (1945)
9. El exterminio de la calavera (1945)
10. La victoria del Coyote (1945)
11. El hijo del Coyote (1945)
12. La marca del Cobra (1945)
13. Otra lucha (1945)
14. El final de la lucha (1945)
15. La diadema de las ocho estrellas (1945)
16. El secreto de la diligencia (1946)
17. Tras la máscara del Coyote (1946)
18. El diablo en Los Ángeles (1946)
19. La esposa de don César (1946)
20. La hacienda trágica (1946)
21. Los jarrones del virrey (1946)
22. Al servicio del Coyote (1946)
23. La ley de los vigilantes (1946)
24. Toda una señora (1946)
25. El secreto de Maise Syer (1946)
26. Rapto (1946)
27. Cuando el Coyote avisa (1946)
28. Cuando el Coyote castiga (1946)
29. Otra vez el Coyote (1946)
30. La huella azul (1946)
31. Mensajero de paz (1946)
32. Galopando con la muerte (1946)
33. La senda de la venganza (1946)
34. Padre e hijo (1946)
35. Cachorro de Coyote (1946)
36. La roca de los muertos (1946)
37. El enemigo del Coyote (1946)
38. Un caballero (1946)
39. Eran 7 hombres malos (1947)
40. Un ilustre forastero (1947)
41. La firma del Coyote (1947)
42. El secreto roto (1947)
43. El código cel Coyote (1947)
44. Máscara blanca (1947)
45. Los servidores del Círculo Verde (1947)
46. Seis tréboles (1947)
47. Guadalupe (1947)
48. El rescate de Guadalupe (1947)
49. Reunión en Los Ángeles (1947)
50. Luces de California (1947)
51. El último de los Gándara (1947)
52. El rancho de la "T" (1947)
53. El cuervo en la pradera (1947)
54. De tal palo… (1947)
55. Tres plumas negras (1947)
56. La reina del valle (1947)
57. Calavera López (1947)
58. Luchando por su hijo (1948)
59. Los apuros de don César (1948)
60. El charro de las calaveras (1948)
61. Analupe de Monreal (1948)
62. La caravana del oro (1948)
63. Un hombre acosado (1948)
64. Río turbulento (1948)
65. Los motivos del Coyote (1948)
66. Seis balas de plata (1948)
67. La última bala (1948)
68. Dinero peligroso (1948)
69. El regreso de Analupe (1948)
70. Los hombres mueren al amanecer (1948)
71. El sol camina hacia el oeste (1948)
72. Sangre en la cuenca del Amarillo (1948)
73. La hacienda El Capitán (1948)
74. El hombre de ningún sitio (1948)
75. El Cobra vuelve (1948)
76. La sepultura vacía (1948)
77. Los hijastros del odio (1948)
78. Otra vez el pasado (1949)
79. Plomo en una estrella (1949)
80. Muerte: punto de destino (1949)
81. El aullido del Coyote (1949)
82. Ojos verdes en Monterrey (1949)
83. El Coyote en el valle (1949)
84. La traición del Coyote (1949)
85. A la caza del Coyote (1949)
86. Los voluntarios del Coyote (1949)
87. Apostando su vida (1949)
88. Se alquila un asesino (1949)
89. Caín de Rancho Amarillo (1949)
90. Sierra Blanca (1949)
91. El mensajero del Coyote (1949)
92. El ahijado del Coyote (1949)
93. Las angustias de don Goyo (1949)
94. El último de los siete (1949)
95. La gloria de don Goyo (1949)
96. El camino del miedo (1949)
97. Traición en Monte Brumas (1950)
98. El pasado de Sarah Marsh (1950)
99. Diligencia a Monterrey (1950)
100. El diablo, Murrieta y el Coyote (1950)
101. El proscrito de las lomas (1950)
102. La hija del Coyote (1950)
103. Una niña peligrosa (1950)
104. El muerto volvió (1950)
105. La sangre de Simon Salter (1950)
106. Carne de horca (1950)
107. La sentencia se cumple al amanecer (1950)
108. La leyenda de Chicho Romero (1950)
109. El capataz del ocaso (1950)
110. El código de los hombres sin ley (1950)
111. Protegido del Coyote (1950)
112. Aguas prohibidas (1950)
113. La casa de los Valdez (1950)
114. Donde habita el peligro (1950)
115. El hogar de los valientes (1950)
116. El tribunal del Coyote (1950)
117. Tres buenos enemigos (1951)
118. El retrato de Nelly Dunn (1951)
119. Los compañeros del silencio (1951)
120. Alias el Coyote (1951)

Extres:
1. El Coyote (1943)
2. La justicia del Coyote (1945)
3. La primera aventura del Coyote (1945)
4. La mano del Coyote (1945)
5. El precio del Coyote (1945)
6. Vieja California (1946)
7. El jinete enmascarado (1946)

### Nuevo Coyote
La col·lecció Nuevo Coyote fou un rellançament de la sèrie en format de butxaca, narrant històries cronológicament anteriors a la primera novel·la de 1943, abans de l'arribada d'El Coyote a Califòrnia.
1. Vuelve el Coyote
2. Rancho Desilusión
3. La prueba del plomo
4. Senda de balas
5. La legión del lobo
6. El valle de los 13 ahorcados
7. El azote de la frontera
8. El tesoro de las misiones
9. Su seguro servidor el Coyote
10. Cuidado con el Coyote
11. Guerra en la cuenca del río Sauces
12. Al servicio del Sur
13. Al norte de río Bravo
14. Coyote en Gris Mayor
15. El juez usaba antifaz
16. El hijo de Talia Coppard
17. Las armas de Guadalupe
18. La última carta de Frank Hartmann
19. Siete bonzos amarillos
20. Siete coyotes
21. El apacible General Carlson
22. La hora del Coyote
23. El pastor de Sierra Palmera
24. El hombre que mató a Jesse Ahmes
25. El hombre que volvió
26. La contraseña
27. El premio del Coyote
28. La herencia del Coyote
29. El hombre que murió demasiado tarde
30. Un coronel de Maximiliano
31. El Coyote al rescate
32. Cuestión de sangre
33. Cuando el Coyote no olvida
34. La dama de San Bernardino
35. El hombre tras la máscara
36. Los caballeros no usan revólver
37. Episodio en Monterrey
38. Una vida por siete
39. Los rehenes
40. Crisantemos para el Coyote
41. Morir no cuesta nada
42. Hace falta el Coyote
43. El perfume de la dama azul
44. La ley termina en San Rosario
45. Siempre ocurre en California
46. El penúltimo viajero
47. Murió violentamente
48. La princesa y el Coyote
49. La venganza pertenece al Coyote
50. Han condenado a Silver Davy
51. Regreso a San Francisco
52. El hombre que perdió su pasado
53. El hermano del Coyote
54. Monte Fracaso
55. Póker de damas
56. Cosas de Don César
57. El Coyote aúlla en Holbrook
58. El Coyote pierde la partida
59. La segunda muerte de P. G.
60. La rosa de oro de los Echagüe
61. Thunder Hall, comisario
62. Los asesinos llegan a Monterrey

1. Trueno negro (1947)
2. Una sombra en Capistrano (1946)

Extra especial:
1. Don César de Echagüe (1946)

## Còmics
Amb guions del propi Mallorquí, Clíper llença la sèrie d'historietes en 1947 (189 números en la seva primera època).

## Pel·lícules
- 1955 El Coyote. Mèxic/Espanya. Dr.: Joaquín Luis Romero Marchent
- 1956 La justicia del Coyote. México/España. Dr.: Joaquín Luis Romero Marchent
- 1957 El Coyote (TV). USA. Dr.: Ken Murray i Richard Talmadge (Jane Edwards/El Coyote: Muriel Davis)
- 1963 El vengador de California. Espanya/Itàlia. Dr.: Mario Caiano (César de Echagüe/El Coyote: Fernando Casanova)
- 1998 La vuelta de El Coyote. Espanya. Dr.: Mario Camus (El Coyote/César de Echagüe: José Coronado)

## Ràdio
Fou encarnat per Vicente Mullor.